# Cuore selvaggio (telenovela)
Cuore selvaggio (Corazón salvaje) è una telenovela messicana. Prodotta da Televisa, è stata trasmessa in Messico nel 1993. In Italia andò in onda dall'8 settembre 1993 a sabato 14 maggio 1994, in 40 episodi serali di 2 ore circa l'uno su Rete 4. Successivamente è stata trasmessa anche su varie televisioni locali. 
Nel 1995 ha vinto il Telegatto nella categoria Miglior telenovela. Ritrasmessa tra il 1995-'96, le puntate sono state ridotte a mezz'ora l'una per un totale di 160 puntate quotidiane.

## Trama

### Antefatto
Francesco Aleardi della Valle è un ricco e potente latifondista, proprietario della tenuta di Campo Real, a pochi chilometri dalla città di San Paolo. Un giorno scopre di aver avuto un figlio illegittimo da una relazione con una donna sposata, ormai morta. Glielo fa sapere il marito, agonizzante, della stessa donna, il signor Alimondi: questi, dopo aver scoperto l'adulterio della moglie, si abbandona ad una vita di eccessi ed alcol e finisce rapidamente in rovina. Spinto allora dal rancore, Alimondi alleva il figlio illegittimo nell'odio, per vendicarsi del tradimento subito. Il ragazzo, cresciuto per la strada e nella fame, è considerato un piccolo selvaggio, per cui i pescatori lo chiamano "Juan del Diablo". Questo nome gli rimarrà appiccicato addosso poiché Juan non è mai stato né battezzato, né registrato all'anagrafe. Francesco, rendendosi conto della somiglianza tra sé e il figlio e delle doti nascoste di quest'ultimo, decide di portare Juan a Camporéal e di riconoscerlo contro il volere della moglie Sofia, ma prima di poterlo fare muore cadendo da cavallo. Sofia, preoccupata dell'amicizia che nel frattempo ha unito Juan al figlio Andrea e mossa dal risentimento verso Juan, decide di scacciare il ragazzo per separarlo dal figlio.
Mentre Andrea viene mandato in Europa a studiare in Francia e nei migliori collegi, Juan vive nella strada una vita dura al limite della legalità, ma viene educato ed aiutato dal migliore amico del padre, l'avvocato Nicola Manera, che rappresenterà per lui una figura paterna. Nel frattempo, Sofia decide di pianificare il matrimonio del figlio e di fidanzarlo con la figlia maggiore di una sua cugina, donna Caterina d'Altomonte. Donna Caterina, una contessa rimasta da poco vedova e in rovina, ha ogni interesse ad approvare questo fidanzamento: non disponendo infatti dei mezzi finanziari per provvedere all'educazione signorile di entrambe le sue figlie, Beatrice e Anna, ella decide quindi di accondiscendere al progetto di Sofia perché la cugina promette di sovvenzionare la formazione di Beatrice in convento, mentre Anna verrà mandata da donna Caterina a Città del Messico, a studiare presso la zia Amalia.

### Vicenda principale
Dopo 15 anni, tornato in patria da Parigi, Andrea Aleardi si ferma a Città del Messico dove, durante una festa, conosce Anna, dimenticando che la madre Sofia ha organizzato per lui il matrimonio proprio con la sorella di Anna, Beatrice. La fanciulla stessa, dapprincipio, si sente attratta dal giovane, il quale, a sua volta, si innamora di lei. Poco dopo, Anna deve però ritornare nel villaggio natio, San Paolo, lasciando con gran dispiacere la vivace vita mondana della capitale. Sopraffatta dalla noia, durante le sue passeggiate sulla vicina spiaggia, Anna conosce Juan del Diablo che, nel frattempo, si è fatto strada nella vita a fatica, guadagnandosi un certo benessere grazie al commercio e al contrabbando e riuscendo addirittura ad acquistare una nave, il "Satan", con cui condurre i propri traffici. Juan impiega i suoi guadagni soprattutto per aiutare i poveri di San Paolo, da cui è amato e difeso, ed è attorniato da un vero e proprio gruppo di amici, marinai ed aiutanti.
Tra Juan e Anna esplode la passione: quest'ultima, incurante del rischio di scandalo, vede Juan di nascosto, uscendo di notte dalla sua stanza oppure andandolo a cercare camuffata da popolana.
I due divengono amanti, ma Juan, che, a poco a poco si è innamorato della ragazza, progetta di mettere da parte abbastanza denaro per chiederla in sposa. Nel frattempo, Andrea ritorna da Città del Messico e spinge sua madre a rompere il fidanzamento con Beatrice, per poi chiedere a Caterina la mano di Anna. Quest'ultima, senza preoccuparsi di fare il doppio gioco, prosegue la sua relazione con Juan, mentre, attirata dalla ricchezza di Andrea e dalla scalata sociale che tale matrimonio le assicurerebbe, accetta di fidanzarsi con il giovane Aleardi Della Valle, incurante della sofferenza della sorella. Beatrice, saputo il rifiuto di Andrea, per sfuggire al dolore, all'umiliazione e per ritrovare la pace, chiede di entrare come novizia nel convento in cui è stata educata e si rifugia nella fede. Tuttavia, la madre superiora, il suo direttore spirituale, padre Domenico e la stessa Caterina sono scettiche dinnanzi a questa vocazione repentina, anche perché la giovane, provata dalla delusione, è molto indebolita, si ammala e non riesce a reggere ai rigori della vita religiosa. Dopo alcuni andirivieni tra casa e convento, Beatrice deve obbedire a padre Domenico, che le consiglia di rinunciare alla vita monacale e di ritornare a casa. Nel frattempo, la giovane, che è ancora innamoratissima di Andrea e decisa ad assicurarne la felicità, scopre la doppia vita della sorella Anna, cercando quindi di avvertirne la madre, non venendo però creduta.
Juan, partito per far fortuna e sposare così Anna, è ignaro di esserne stato ingannato; dopo la sua partenza, si spargono però a San Paolo strane voci su di una possibile cattura di Juan a Santo Domingo, per cui Anna, credutolo condannato al carcere per 10 anni, si decide definitivamente a sposare Andrea. Juan ritorna però il giorno dopo il matrimonio e, scoperto il tradimento di Anna, si reca a Camporéal come una furia, con l'intenzione di affrontare Andrea e rapire Anna, nonostante i tentativi dell'avvocato Manera di placare la sua ira. Solo Beatrice, che si trova a Camporéal per il matrimonio e che ha lasciato il convento per sempre, riuscirà a calmarlo. Andrea, sopraggiunto durante l'animato colloquio tra Beatrice e Juan ed ignaro di quanto sta accadendo, si rallegra di rivedere Juan, con cui aveva già tentato vanamente di riprendere l'amicizia, e gli offre il posto vacante di amministratore della tenuta. Juan del Diablo accetta, anche per rimanere vicino ad Anna, ma, poco per volta, durante l'espletamento del suo lavoro, comincia ad apprezzare la bontà, la bellezza e la dolcezza di Beatrice, avvicinandosi progressivamente a lei e cominciando a capire la vera natura egoista di Anna. Per una serie di coincidenze, Andrea udirà una conversazione compromettente in cui si menziona una relazione tra una delle contessine d'Altomonte e Juan del Diablo, credendo che la donna con cui Juan ha avuto una relazione sia Beatrice; per questo, Andrea cercherà di far sposare quest'ultima con il suo amico Alberto. Tuttavia Beatrice, decisa a evitare lo scandalo, saputo che Juan sta per essere riconosciuto come figlio di don Francesco della Valle e ormai attratta da lui, decide di sposarsi con il giovane, così da tenerlo lontano da Anna. Infatti Sofia, che frattanto ha appreso della relazione tra Juan ed Anna, decide di concedere a Juan il cognome Della Valle, per evitare che il figlio Andrea venga a conoscenza della relazione tra la moglie e il fratellastro. 
Dopo il matrimonio, Beatrice e Juan scoprono ben presto il loro amore: Juan cerca di introdurre la giovane sposa nel mondo dell'amore, mentre Beatrice scopre nel marito un giovane pieno di doti positive, onesto, nobile, generoso, al di sotto del tratto un po' brusco e indurito dalle sofferenze. Ma le cose si complicano. Anna continua ad insidiare Juan, cui non vuole rinunciare, mentre Andrea scopre ben presto la relazione pregressa tra Juan e Anna da una lettera di ricatto inviata alla moglie da un lestofante del paese. La sua ira è tremenda, ma tremendi sono anche gli equivoci in cui cade. Si persuade che Juan lo abbia tradito e che sia un manigoldo, che Beatrice si sia sacrificata per lui e che ancora lo ami e vuole sfidare il fratello a duello. Per evitare ciò, donna Sofia e l'amico Alberto, con l'aiuto del capitano Leopardi, ordiscono un piano contro Juan per accusarlo di omicidio, mandarlo in prigione e separarlo da Beatrice, che ora Andrea vuole in moglie. Andrea vorrebbe anzi togliere il cognome a Juan per far annullare il matrimonio della cugina.
Gli amici di Juan organizzano una fuga dal carcere: contemporaneamente però Anna, che si era recata dal capitano Leopardi per contrattare, viene insidiata da quest'ultimo: Juan tenta di difenderla, ma viene gravemente ferito da Leopardi, il quale è però subito freddato dal Guercio, uno degli amici di Juan. In San Paolo si propaga la notizia della fuga di Juan e di Anna, e viene diffusa ad arte anche quella della loro morte. Sofia, Alberto ed altri troverebbero infatti molto comodo che l'uno e l'altra scomparissero per sempre, laddove gli amici di Juan, per la necessità di proteggere il ferito, sono costretti ad accondiscendere alla volontà dei loro antagonisti. Beatrice rimane sconvolta, ma presto si rende conto che questa non può essere la realtà. Difatti, Juan, appena può lasciare la casa della guaritrice che si è occupata di lui, abbandona Anna e si avvicina alla moglie, introducendosi nella sua camera di nascosto durante la notte. Ad Anna non resta altro che ritornare a casa di Andrea, il quale è costretto ad accettarla perché la moglie è incinta. La coppia però è ormai divisa da un odio e un disprezzo reciproci insanabili, tanto che Andrea si abbandona ad una vita di eccessi e di amori ancillari. Cerca inoltre di rovinare l'esistenza a Juan, imponendogli tra l'altro un duello da cui esce ferito: Juan, che ha una buona mira e se l'è ritrovato davanti ubriaco, preferisce infatti sparargli semplicemente a una mano per disarmarlo senza nuocergli ulteriormente.
Dopo varie vicissitudini, Anna perde il bambino, per cui decide di giustificare l'avvenuto fingendo una caduta da cavallo. Cadendo dalla cavalcatura, (manomessa da Basilio che lui dice di averlo fatto per la sua padrona per ingraziarsela probabilmente) però, si ferisce a morte e spira dopo un'atroce agonia, costringendo in punto di morte la sorella a promettere di non tornare insieme al marito Juan. Beatrice, oppressa dai sensi di colpa, accetta. Viene frattanto allontanata dallo stesso Juan che non vuole rattristarla con una vita di angustie, finché i suoi guai con la giustizia non verranno superati. Quando però egli viene definitivamente scagionato dalle accuse ingiuste, decide di riprendere con sé la moglie che, nel frattempo, è andata a vivere in una pensione per sottrarsi all'influenza invadente della madre, donna Caterina, duramente ostile a Juan.
I due sposi, ormai riunitisi, non possono tuttavia vivere in pace il loro amore e devono ancora far fronte al rancore di Andrea, rancore che sembra non finire mai. Andrea cercherà in tutti i modi di ostacolare Juan, tentando persino di abusare di Beatrice per vendetta. Nella puntata risolutiva, Andrea manda infine a chiamare il fratello per sfidarlo un'ultima volta: per provocarlo, gli rivela di aver abusato di Beatrice. Juan reagisce, ma, durante la lotta tra i due fratelli, sopraggiunge una forte scossa di terremoto, che interrompe tutto. Andrea resta sotto le macerie e Juan, nonostante tutto ciò che ha dovuto subire da Andrea, piuttosto che lasciare il fratello a morire sotto le macerie, decide di aiutarlo, salvandogli la vita. Questo gesto farà riconciliare Juan e Andrea che, finalmente, si chiameranno fratelli. Juan dovrà ancora cercare per lunghe ore e giorni interi Beatrice che, dopo il terremoto, sembra scomparsa. I due giovani potranno riabbracciarsi infine sulla spiaggia, dopo che Juan è sfuggito all'ennesimo attentato da parte di suoi nemici. Alla fine l'amore tra Juan e Beatrice trionferà: Andrea si riconcilia con il fratello, ma decide di ripartire per l'Europa e di abbandonare la madre che, con il suo atteggiamento possessivo, gli ha reso la vita impossibile. I nemici di Juan finiscono in prigione o muoiono; donna Caterina si riconcilia con il genero, ma rimane a vivere in convento. Beatrice e Juan potranno tornare a essere felici con una sorpresa: Beatrice aspetta un figlio.

## Cast
- Eduardo Palomo è Juan del Diablo (doppiato da Luca Ward)
- Edith González è Beatrice D'Altomonte (doppiata da Giuppy Izzo)
- Ana Colchero è Anna D'Altomonte (doppiata da Chiara Colizzi)
- Ariel Lopez Padilla è Andrea Aleardi della Valle (doppiato da Mauro Gravina)
- Enrique Lizalde è Nicola Manera (doppiato da Carlo Sabatini)
- Claudia Islas è Sofia Aleardi della Valle (doppiata da Sonia Scotti)
- Luz María Aguilar è Caterina D'Altomonte (doppiata da Germana Dominici)
- Indra Zuno è Mercedes (doppiata da Claudia Razzi)
- Arsenio Campos è Alberto Carrara (doppiato da  Massimo Rinaldi poi da Eugenio Marinelli)
- César Évora è Marcello Romero Barra (doppiato da Mario Cordova)
- Isaura Espinoza è Maria Grazia Romero Barra (doppiata da Antonella Rinaldi)
- Veronica Merchant è Marianna Romero Barra (doppiata da Roberta Paladini)
- Yolanda Ventura è Angelica (doppiata da Rosalba Caramoni)
- Gerardo Hemmer é Gioacchino (doppiato da Riccardo Onorato)
- Tony Marcin è Dolores (doppiata da Barbara Castracane)
- Adalberto Parra è Cap. Leopardi (doppiata da Luciano Roffi)
- Pedro González Sanchez è El Tuerto Il guercio (doppiato da Mario Bardella)
- Jaime Lozano è Edoardo Fontana (doppiato da Teo Bellia)

## Riprese
La maggior parte delle scene è stata girata presso l'Hotel Hacienda Vista Hermosa a Tequesquitengo, stato di Morelos, Messico (soprattutto gli esterni e le scene della prigione),  presso la Casa di Emilio "El Indio" Fernandez a Città del Messico e negli studi di Televisa, sempre a Città del Messico, mentre la casa di Juan sulla spiaggia è il ristorante "Le Kliff" a Puerto Vallarta, Boca de Tomatlàn, Messico. Compare inoltre la chiesa di San Domenico di Guzman a Città del Messico (la chiesa dove i protagonisti Juan "Del Diablo" e Beatrice d'Altomonte si uniscono in matrimonio), la Cattedrale di Città del Messico ed il Monastero Desierto de Los Leone a Cuajimalpa, Messico. 

## Riconoscimenti
- Premi TVyNovelas 1994
  - Migliore telenovela a José Rendón
  - Migliore attrice protagonista a Edith González
  - Miglior attore protagonista a Eduardo Palomo
  - Migliore attrice esordiente a Claudia Islas
  - Migliore rivelazione femminile ad Ana Colchero
  - Migliore rivelazione maschile ad Ariel López Padilla
  - Miglior tema musicale a Manuel Mijares
  - Telenovela di maggior successo negli Stati Uniti
- Premi El Heraldo de México 1994
  - Migliore telenovela a José Rendón
  - Miglior attore televisivo a Eduardo Palomo
- Telegatti 1995
  - Migliore telenovela dell'anno trasmessa in Italia
- Premios ACE 1994
  - Migliore attore a Eduardo Palomo
  - Migliore attrice non protagonista a Claudia Islas
  - Miglior attore non protagonista ad Arsenio Campos
  - Miglior regista ad Alberto Cortés
- Premi Eres 1994
  - Migliore telenovela a José Rendón
  - Migliore attrice a Edith González
  - Miglior attore a Eduardo Palomo
  - Migliore attrice co-protagonista ad Ana Colchero

## Altre versioni
Questa del 1993 è in realtà la terza versione della telenovela, che ha avuto la prima versione nel 1966, interpretata da Julissa e Enrique Lizalde. La seconda è del 1977, divisa in 168 puntate da 25' con attori protagonisti Angelica Maria e Martin Cortez. Questa versione è stata trasmessa dal circuito Euro TV (Odeon TV) negli anni ottanta. L'attore Enrique Lizalde nella prima versione interpretava il protagonista, mentre nella terza versione interpreta l'avvocato Manera.
Esistono inoltre una versione portoricana del 1960, intitolata Juan Del Diablo, con Gladys Rodriguez e Braulio Castillo e una 
versione più recente edita nel 2009.